# Olympische Sommerspiele 2000/Fechten
Bei den XXVII. Olympischen Sommerspielen 2000 in Sydney fanden zehn Wettbewerbe im Fechten statt. Austragungsort war das Sydney Convention and Exhibition Centre am Darling Harbour.

## Bilanz

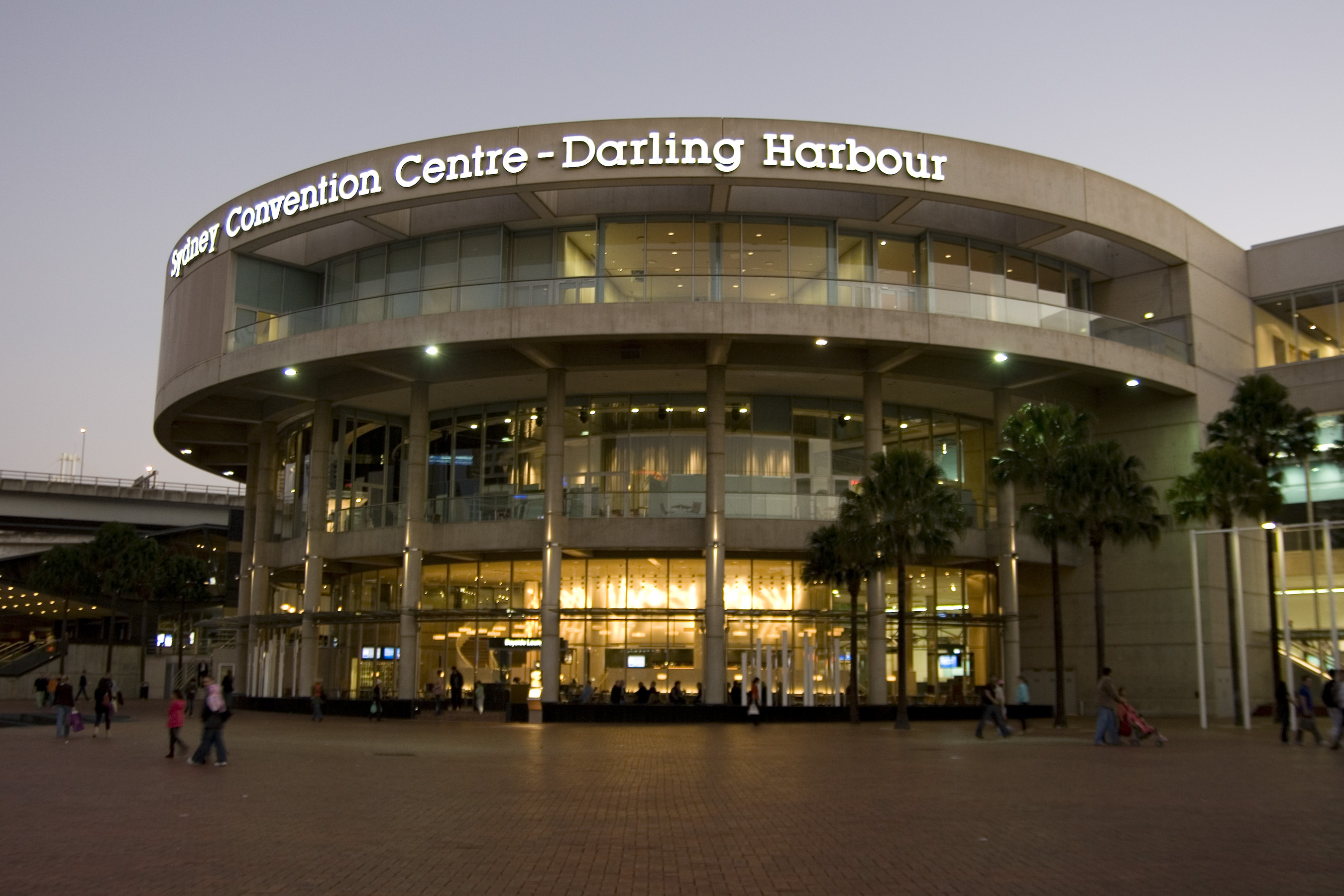
Sydney Convention and Exhibition Centre

### Medaillenspiegel
| Platz | Land        | Gold | Silber | Bronze | Gesamt |
| ----- | ----------- | ---- | ------ | ------ | ------ |
| 1     | Italien     | 3    | –      | 2      | 5      |
| 2     | Russland    | 3    | –      | 1      | 4      |
| 3     | Frankreich  | 1    | 4      | 1      | 6      |
| 4     | Südkorea    | 1    | –      | 1      | 2      |
| 5     | Rumänien    | 1    | –      | –      | 1      |
| 6     | Ungarn      | 1    | –      | –      | 1      |
| 7     | Deutschland | –    | 2      | 3      | 5      |
| 8     | Schweiz     | –    | 2      | –      | 2      |
| 9     | China       | –    | 1      | 1      | 2      |
| 10    | Polen       | –    | 1      | –      | 1      |
| 11    | Kuba        | –    | –      | 1      | 1      |

### Medaillengewinner
| Konkurrenz         | Gold                                                               | Silber                                                     | Bronze                                                       |
| ------------------ | ------------------------------------------------------------------ | ---------------------------------------------------------- | ------------------------------------------------------------ |
| Degen Einzel       | Pawel Kolobkow                                                     | Hugues Obry                                                | Lee Sang-ki                                                  |
| Degen Mannschaft   | Angelo Mazzoni Paolo Milanoli Maurizio Randazzo Alfredo Rota       | Jean-François Di Martino Hugues Obry Éric Srecki           | Nelson Loyola Carlos Pedroso Iván Trevejo                    |
| Florett Einzel     | Kim Young-ho                                                       | Ralf Bißdorf                                               | Dmitri Schewtschenko                                         |
| Florett Mannschaft | Jean-Noël Ferrari Brice Guyart Patrice Lhôtellier Lionel Plumenail | Dong Zhaozhi Wang Haibin Ye Chong                          | Daniele Crosta Gabriele Magni Salvatore Sanzo Matteo Zennaro |
| Säbel Einzel       | Mihai Covaliu                                                      | Matthieu Gourdain                                          | Wiradech Kothny                                              |
| Säbel Mannschaft   | Alexei Frossin Stanislaw Posdnjakow Sergei Scharikow               | Matthieu Gourdain Julien Pillet Cédric Séguin Damien Touya | Alexander Weber Dennis Bauer Wiradech Kothny                 |

| Konkurrenz         | Gold                                                             | Silber                                                               | Bronze                             |
| ------------------ | ---------------------------------------------------------------- | -------------------------------------------------------------------- | ---------------------------------- |
| Degen Einzel       | Tímea Nagy                                                       | Gianna Hablützel-Bürki                                               | Laura Flessel-Colovic              |
| Degen Mannschaft   | Karina Asnawurjan Oxana Jermakowa Tatjana Logunowa Marija Masina | Gianna Hablützel-Bürki Sophie Lamon Diana Romagnoli                  | Li Na Liang Qin Yang Shaoqi        |
| Florett Einzel     | Valentina Vezzali                                                | Rita König                                                           | Giovanna Trillini                  |
| Florett Mannschaft | Diana Bianchedi Giovanna Trillini Valentina Vezzali              | Sylwia Gruchała Magdalena Mroczkiewicz Anna Rybicka Barbara Wolnicka | Sabine Bau Rita König Monika Weber |

## Ergebnisse Männer

### Degen Einzel
| Platz | Land | Sportler       |
| ----- | ---- | -------------- |
| 1     | RUS  | Pawel Kolobkow |
| 2     | FRA  | Hugues Obry    |
| 3     | KOR  | Lee Sang-ki    |
| 4     | SUI  | Marcel Fischer |
| 5     | SWE  | Péter Vánky    |
| 6     | CUB  | Iván Trevejo   |
| 7     | FRA  | Éric Srecki    |
| 8     | CHN  | Zhao Gang      |

Datum: 16. September 2000

42 Teilnehmer aus 21 Ländern

### Degen Mannschaft
| Platz | Land | Sportler                                                             |
| ----- | ---- | -------------------------------------------------------------------- |
| 1     | ITA  | Angelo Mazzoni Paolo Milanoli Maurizio Randazzo Alfredo Rota         |
| 2     | FRA  | Jean-François Di Martino Hugues Obry Éric Srecki                     |
| 3     | CUB  | Nelson Loyola Carlos Pedroso Iván Trevejo                            |
| 4     | KOR  | Lee Sang-ki Lee Sang-yup Yang Roy-sung                               |
| 5     | GER  | Jörg Fiedler Arnd Schmitt Marc-Konstantin Steifensand Daniel Strigel |
| 6     | BLR  | Andrej Muraschko Uladsimir Ptschenikin Wital Sacharau                |
| 7     | HUN  | Attila Fekete Iván Kovács Márk Marsi                                 |
| 8     | AUS  | Gerry Adams Luc Cartillier Nick Heffernan                            |

Datum: 18. September 2000

33 Teilnehmer aus 11 Ländern

### Florett Einzel
| Platz | Land | Sportler             |
| ----- | ---- | -------------------- |
| 1     | KOR  | Kim Young-ho         |
| 2     | GER  | Ralf Bißdorf         |
| 3     | RUS  | Dmitri Schewtschenko |
| 4     | FRA  | Jean-Noël Ferrari    |
| 5     | ITA  | Salvatore Sanzo      |
| 6     | UKR  | Serhij Holubyzkyj    |
| 7     | GER  | Richard Breutner     |
| 8     | HUN  | Márk Marsi           |

Datum: 20. September 2000

40 Teilnehmer aus 22 Ländern

### Florett Mannschaft
| Platz | Land | Sportler                                                           |
| ----- | ---- | ------------------------------------------------------------------ |
| 1     | FRA  | Jean-Noël Ferrari Brice Guyart Patrice Lhôtellier Lionel Plumenail |
| 2     | CHN  | Dong Zhaozhi Wang Haibin Ye Chong                                  |
| 3     | ITA  | Daniele Crosta Gabriele Magni Salvatore Sanzo Matteo Zennaro       |
| 4     | POL  | Adam Krzesiński Sławomir Mocek Ryszard Sobczak                     |
| 5     | UKR  | Oleksij Bryshalow Serhij Holubyzkyj Oleksij Kruhljak               |
| 6     | GER  | Ralf Bißdorf Richard Breutner David Hausmann                       |
| 7     | CUB  | Oscar García Elvis Gregory Rolando Tucker                          |
| 8     | RUS  | Andrei Dejew İlqar Məmmədov Dmitri Schewtschenko                   |

Datum: 22. September 2000

28 Teilnehmer aus 8 Ländern

### Säbel Einzel
| Platz | Land | Sportler            |
| ----- | ---- | ------------------- |
| 1     | ROM  | Mihai Covaliu       |
| 2     | FRA  | Matthieu Gourdain   |
| 3     | GER  | Wiradech Kothny     |
| 4     | HUN  | Domonkos Ferjancsik |
| 5     | FRA  | Damien Touya        |
| 6     | RUS  | Alexei Frossin      |
| 7     | ITA  | Tonhi Terenzi       |
| 8     | ROM  | Victor Găureanu     |

Datum: 21. September 2000

39 Teilnehmer aus 20 Ländern

### Säbel Mannschaft
| Platz | Land | Sportler                                                          |
| ----- | ---- | ----------------------------------------------------------------- |
| 1     | RUS  | Alexei Frossin Stanislaw Posdnjakow Sergei Scharikow              |
| 2     | FRA  | Matthieu Gourdain Julien Pillet Cédric Séguin Damien Touya        |
| 3     | GER  | Dennis Bauer Wiradech Kothny Alexander Weber                      |
| 4     | UKR  | Mihai Covaliu Victor Găureanu Florin Lupeică                      |
| 5     | UKR  | Wadym Hutzajt Wolodymyr Kaljuschnyj Wolodymyr Lukaschenko         |
| 6     | HUN  | Domonkos Ferjancsik Csaba Köves Zsolt Nemcsik Péter Takács        |
| 7     | POL  | Norbert Jaskot Marcin Sobala Rafał Sznajder                       |
| 8     | ITA  | Raffaello Caserta Gianpiero Pastore Luigi Tarantino Tonhi Terenzi |
| 9     | ESP  | Antonio García Fernando Medina Jorge Pina                         |

Datum: 24. September 2000

29 Teilnehmer aus 9 Ländern

## Ergebnisse Frauen

### Degen Einzel
| Platz | Land | Sportlerin             |
| ----- | ---- | ---------------------- |
| 1     | HUN  | Tímea Nagy             |
| 2     | SUI  | Gianna Hablützel-Bürki |
| 3     | FRA  | Laura Flessel-Colovic  |
| 4     | RUS  | Tatjana Logunowa       |
| 5     | FRA  | Valérie Barlois        |
| 6     | CUB  | Zuleidis Ortiz         |
| 7     | ITA  | Margherita Zalaffi     |
| 8     | GER  | Claudia Bokel          |

Datum: 17. September 2000

39 Teilnehmerinnen aus 22 Ländern

### Degen Mannschaft
| Platz | Land | Sportlerinnen                                                    |
| ----- | ---- | ---------------------------------------------------------------- |
| 1     | RUS  | Karina Asnawurjan Oxana Jermakowa Tatjana Logunowa Marija Masina |
| 2     | SUI  | Gianna Hablützel-Bürki Sophie Lamon Diana Romagnoli              |
| 3     | CHN  | Li Na Liang Qin Yang Shaoqi                                      |
| 4     | HUN  | Ildikó Mincza-Nébald Tímea Nagy Gyöngyi Szalay-Horváth           |
| 5     | FRA  | Valérie Barlois Laura Flessel-Colovic Sangita Tripathi           |
| 6     | GER  | Claudia Bokel Imke Duplitzer Katja Nass                          |
| 7     | CUB  | Tamara Esteri Mirayda García Soto Zuleidis Ortiz                 |
| 8     | NOR  | Ragnhild Andenæs Silvia Lesoil Margrete Mørch                    |

Datum: 19. September 2000

26 Teilnehmerinnen aus 8 Ländern

### Florett Einzel
| Platz | Land | Sportlerin           |
| ----- | ---- | -------------------- |
| 1     | ITA  | Valentina Vezzali    |
| 2     | GER  | Rita König           |
| 3     | ITA  | Giovanna Trillini    |
| 4     | ROM  | Laura Badea-Cârlescu |
| 5     | CHN  | Xiao Aihua           |
| 6     | ITA  | Diana Bianchedi      |
| 7     | HUN  | Aida Mohamed         |
| 8     | HUN  | Reka Lazăr-Szabo     |

Datum: 21. September 2000

40 Teilnehmerinnen aus 21 Ländern

### Florett Mannschaft
| Platz | Land | Sportlerinnen                                                        |
| ----- | ---- | -------------------------------------------------------------------- |
| 1     | ITA  | Diana Bianchedi Giovanna Trillini Valentina Vezzali                  |
| 2     | POL  | Sylwia Gruchała Magdalena Mroczkiewicz Anna Rybicka Barbara Wolnicka |
| 3     | GER  | Sabine Bau Rita König Monika Weber                                   |
| 4     | USA  | Ann Marsh Felicia Zimmermann Iris Zimmermann                         |
| 5     | RUS  | Swetlana Boiko Jekaterina Juschewa Olga Scharkowa                    |
| 6     | HUN  | Edina Knapek Gabriella Lantos Aida Mohamed                           |
| 7     | CHN  | Meng Jie Xiao Aihua Li Yuan Zhang Lei                                |
| 8     | UKR  | Olena Kolzowa Olha Lelejko Ljudmyla Wassyljewa                       |
| 9     | CAN  | Jujie Luan Julie Mahoney Sherraine Schalm                            |

Datum: 23. September 2000

29 Teilnehmerinnen aus 9 Ländern